# Temporada 1991-92 de los New York Knicks
La temporada 1991-92 fue la cuadragésimo sexta de los New York Knicks en la NBA. Durante junio de 1992 el recién llegado Presidente Dave Checketts logró la contratación de Pat Riley como nuevo entrenador. La temporada regular acabó con 51 victorias y 31 derrotas (sexta mejor marca en la historia de la franquicia), ocupando el cuarto puesto de la conferencia, clasificándose para los playoffs  donde cayeron en semifinales de conferencia ante Chicago Bulls en siete partidos.

## Elecciones en el Draft
| Ronda | Puesto | Jugador      | Posición | Nacionalidad   | Universidad |
| ----- | ------ | ------------ | -------- | -------------- | ----------- |
| 1     | 12     | Greg Anthony | Base     | Estados Unidos | UNLV        |

## Temporada regular
| División Atlántico | División Atlántico | División Atlántico | División Atlántico | División Atlántico | División Atlántico | División Atlántico | División Atlántico | División Atlántico |
| Equipo             | G                  | P                  | %                  | PD                 | Casa               | Fuera              | Div                |                    |
| ------------------ | ------------------ | ------------------ | ------------------ | ------------------ | ------------------ | ------------------ | ------------------ | ------------------ |
| y-Boston Celtics   | 51                 | 31                 | .622               | —                  | 34–7               | 17–24              | 19–9               |                    |
| x-New York Knicks  | 51                 | 31                 | .622               | —                  | 30–11              | 21–20              | 20–8               |                    |
| x-New Jersey Nets  | 40                 | 42                 | .488               | 11                 | 25–16              | 15–26              | 15–13              |                    |
| x-Miami Heat       | 38                 | 44                 | .463               | 13                 | 28–13              | 10–31              | 14–14              |                    |
| Philadelphia 76ers | 35                 | 47                 | .427               | 16                 | 23–18              | 12–29              | 15–13              |                    |
| Washington Bullets | 25                 | 57                 | .305               | 26                 | 14–27              | 11–30              | 7–21               |                    |
| Orlando Magic      | 21                 | 61                 | .256               | 30                 | 13–28              | 8–33               | 8–20               |                    |

## Playoffs

### Primera ronda
New York Knicks  vs. Detroit Pistons
| Fecha       | Partido                                 | Ciudad     |
| ----------- | --------------------------------------- | ---------- |
| 24 de abril | New York Knicks 109, Detroit Pistons 75 | Nueva York |
| 26 de abril | New York Knicks 88, Detroit Pistons 89  | Nueva York |
| 28 de abril | Detroit Pistons 87, New York Knicks 90  | Detroit    |
| 1 de mayo   | Detroit Pistons 86, New York Knicks 82  | Detroit    |
| 3 de mayo   | New York Knicks 94, Detroit Pistons 87  | Nueva York |
|             | New York Knicks gana las series 3-2     |            |

### Semifinales de Conferencia
Chicago Bulls vs. New York Knicks
| Fecha      | Partido                               | Ciudad     |
| ---------- | ------------------------------------- | ---------- |
| 5 de mayo  | Chicago Bulls 89, New York Knicks 94  | Chicago    |
| 7 de mayo  | Chicago Bulls 86, New York Knicks 78  | Chicago    |
| 9 de mayo  | New York Knicks 86, Chicago Bulls 94  | Nueva York |
| 10 de mayo | New York Knicks 93, Chicago Bulls 86  | Nueva York |
| 12 de mayo | Chicago Bulls 96, New York Knicks 88  | Chicago    |
| 14 de mayo | New York Knicks 100, Chicago Bulls 86 | Nueva York |
| 17 de mayo | Chicago Bulls 110, New York Knicks 81 | Chicago    |
|            | Chicago Bulls gana las series 4-3     |            |

## Partidos

#### Temporada regular
| 1 de noviembre de 1991 Jornada 1 | New York Knicks                           | 96–106               | Orlando Magic                                 | Orlando                                                                                               |  |
|                                  | Parciales: 25-32, 26-22, 19-28, 26-24     |                      |                                               | |  |
|                                  | Estadísticas Ewing 30 Oakley 10 Jackson 6 | Reporte Pts Reb Asts | Estadísticas 22 Anderson 11 Catledge 12Skiles | Pabellón: Amway Arena Asistencia: 15151 espectadores Árbitros: Bruce Alexander Joe Borgia Steve Javie |  |

| 2 de noviembre de 1991 Jornada 2 | New York Knicks                                 | 93–107               | Miami Heat                                    | Miami                                                                                             |  |
|                                  | Parciales: 20-22, 22-20, 20-33, 31-32           |                      |                                               |                                                                                                   |  |
|                                  | Estadísticas Ewing 24 Ewing 9 Jackson 4 Anthony | Reporte Pts Reb Asts | Estadísticas 29 Rice 11 Seikaly 5 Smith Coles | Pabellón: Miami Arena Asistencia: 15008 espectadores Árbitros: Gary Benson Hugh Evans Ronnie Nunn |  |

| 5 de noviembre de 1991 Jornada 3 | Milwaukee Bucks                       | 85–113  | New York Knicks                      | New York                        |  |
|                                  | Parciales: 19-18, 22-24, 13-40, 31-31 |         |                                      |                                 |  |
|                                  |                                       | Reporte | Estadísticas 28 McDaniel 13 McDaniel | Pabellón: Madison Square Garden |  |

| 7 de noviembre de 1991 Jornada 4 | Orlando Magic                         | 100–128 | New York Knicks                | New York                        |  |
|                                  | Parciales: 23-28, 24-37, 21-24, 32-39 |         |                                |                                 |  |
|                                  |                                       | Reporte | Estadísticas 30 Starks 9 Mason | Pabellón: Madison Square Garden |  |

| 9 de noviembre de 1991 Jornada 5 | Charlotte Hornets                     | 113–118 | New York Knicks                  | New York                        |  |
|                                  | Parciales: 28-32, 35-37, 32-25, 18-24 |         |                                  |                                 |  |
|                                  |                                       | Reporte | Estadísticas 28 Wilkins 14 Ewing | Pabellón: Madison Square Garden |  |

| 12 de noviembre de 1991 Jornada 6 | New Jersey Nets                       | 96–98   | New York Knicks          | New York                        |  |
|                                   | Parciales: 19-23, 29-36, 27-24, 21-15 |         |                          |                                 |  |
|                                   |                                       | Reporte | Estadísticas 28 McDaniel | Pabellón: Madison Square Garden |  |

| 13 de noviembre de 1991 Jornada 7 | New York Knicks                       | 107–110     | Indiana Pacers         |  |  |
|                                   | Parciales: 28-32, 30-30, 24-19, 25-29 |             |                        |  |  |
|                                   | Estadísticas Oakley 16                | Reporte Reb | Estadísticas 31 Miller |  |  |

| 16 de noviembre de 1991 Jornada 8 | New York Knicks                       | 89–106      | San Antonio Spurs      |  |  |
|                                   | Parciales: 29-31, 23-14, 18-26, 19-35 |             |                        |  |  |
|                                   | Estadísticas 20 Ewing                 | Reporte Pts | Estadísticas 13 Oakley |  |  |

| 19 de noviembre de 1991 Jornada 9 | New York Knicks                       | 79–90   | Houston Rockets                      |  |  |
|                                   | Parciales: 17-22, 22-25, 21-18, 19-25 |         |                                      |  |  |
|                                   |                                       | Reporte | Estadísticas 25 Olajuwon 14 Olajuwon |  |  |

| 20 de noviembre de 1991 Jornada 10 | New York Knicks                       | 92–89       | Dallas Mavericks |  |  |
|                                    | Parciales: 30-29, 24-27, 16-19, 22-14 |             |                  |  |  |
|                                    | Estadísticas Ewing27                  | Reporte Pts |                  |  |  |

| 22 de noviembre de 1991 Jornada 11 | New York Knicks                       | 99–90   | Detroit Pistons                   |  |  |
|                                    | Parciales: 23-29, 30-22, 23-20, 23-19 |         |                                   |  |  |
|                                    |                                       | Reporte | Estadísticas 25 Aguirre 15 Rodman |  |  |

| 23 de noviembre de 1991 Jornada 12 | Philadelphia 76ers                    | 92–100          | New York Knicks | New York                        |  |
|                                    | Parciales: 19-30, 29-20, 17-28, 27-22 |                 |                 |                                 |  |
|                                    | Estadísticas Ewing 35 Oakley 16       | Reporte Pts Reb |                 | Pabellón: Madison Square Garden |  |

| 26 de noviembre de 1991 Jornada 13 | Miami Heat                            | 81–98   | New York Knicks | New York                        |  |
|                                    | Parciales: 28-28, 20-26, 22-21, 11-23 |         |                 |                                 |  |
|                                    |                                       | Reporte |                 | Pabellón: Madison Square Garden |  |

| 30 de noviembre de 1991 Jornada 14 | Detroit Pistons                       | 96–103  | New York Knicks                 | New York                        |  |
|                                    | Parciales: 35-30, 21-18, 19-27, 21-28 |         |                                 |                                 |  |
|                                    |                                       | Reporte | Estadísticas 45 Ewing 13 Oakley | Pabellón: Madison Square Garden |  |

| 2 de diciembre de 1991 Jornada 15 | New York Knicks                       | 99–97       | Charlotte Hornets |  |  |
|                                   | Parciales: 23-29, 26-27, 22-21, 28-20 |             |                   |  |  |
|                                   | Estadísticas Ewing 23                 | Reporte Pts |                   |  |  |

| 6 de diciembre de 1991 Jornada 16 | New York Knicks                          | 92–103               | Boston Celtics                               | Boston |  |
|                                   | Parciales: 26-25, 25-26, 22-17, 19-35    |                      |                                              | |  |
|                                   | Estadísticas Ewing 28 Ewing 10 Anthony 5 | Reporte Pts Reb Asts | Estadísticas 31 Bird 12 Pincknev Bird 7 Bird | Pabellón: Boston Garden Asistencia: 14890 espectadores Árbitros: Mike Callahan Hugh Evans Tommy Nunez Sr. |  |

| 7 de diciembre de 1991 Jornada 17 | New York Knicks                                     | 137–128 | Atlanta Hawks                     |  |  |
|                                   | Parciales: 34-29, 22-27, 24-24, 33-33 (T.E.: 11-11) |         |                                   |  |  |
|                                   |                                                     | Reporte | Estadísticas 52 Wilkins 20 Willis |  |  |

| 10 de diciembre de 1991 Jornada 18 | New York Knicks                       | 114–88      | New Jersey Nets |  |  |
|                                    | Parciales: 25-19, 34-21, 28-22, 27-26 |             |                 |  |  |
|                                    | Estadísticas Ewing 23                 | Reporte Pts |                 |  |  |

| 11 de diciembre de 1991 Jornada 19 | Seattle SuperSonics                   | 87–96       | New York Knicks       | New York                        |  |
|                                    | Parciales: 21-25, 19-19, 22-24, 25-28 |             |                       |                                 |  |
|                                    | Estadísticas Pierce 25                | Reporte Pts | Estadísticas 10 Ewing | Pabellón: Madison Square Garden |  |

| 13 de diciembre de 1991 Jornada 20 | New York Knicks                         | 89–99                | Chicago Bulls                                         |                                                                                |  |
|                                    | Parciales: 20-34, 26-17, 19-29, 24-19   |                      |                                                       |                                                                                |  |
|                                    | Estadísticas Ewing 20 Mason 13 Starks 5 | Reporte Pts Reb Asts | Estadísticas 27 Jordan 8 Grant Jordan 6 Paxton Jordan | Asistencia: 18676 espectadores Árbitros: David Jones Ed T. Rush George Toliver |  |

| 14 de diciembre de 1991 Jornada 21 | Boston Celtics                                                 | 101–111              | New York Knicks                                       | New York |  |
|                                    | Parciales: 20-33, 34-28, 24-23, 23-27                          |                      |                                                       | |  |
|                                    | Estadísticas Parish 26 Parish 15 Mc Hale 3 Lewis Bagley Gamble | Reporte Pts Reb Asts | Estadísticas 37 McDaniel 9 McDaniel Oakley 17 Jackson | Pabellón: Madison Square Garden Asistencia: 19763 espectadores Árbitros: Bernie Fryer Steve Javie Derrick Stafford |  |

| 17 de diciembre de 1991 Jornada 22 | New York Knicks                       | 114–88      | New Jersey Nets        |  |  |
|                                    | Parciales: 23-24, 27-27, 26-19, 18-32 |             |                        |  |  |
|                                    | Estadísticas 14 Bowie                 | Reporte Reb | Estadísticas Starks 27 |  |  |

| 21 de diciembre de 1991 Jornada 23 | Utah Jazz                             | 97–106  | New York Knicks                   | New York                        |  |
|                                    | Parciales: 21-29, 30-23, 21-33, 25-21 |         |                                   |                                 |  |
|                                    |                                       | Reporte | Estadísticas 29 McDaniel 17 Ewing | Pabellón: Madison Square Garden |  |

| 23 de diciembre de 1991 Jornada 24 | New York Knicks                         | 97–91                | Minnesota Timberwolves                                      |                                                                |  |
|                                    | Parciales: 25-21, 30-17, 27-27, 15-15   |                      |                                                             |                                                                |  |
|                                    | Estadísticas Ewing 25 Ewing 14 Jackson6 | Reporte Pts Reb Asts | Estadísticas 18 Brooks 10 Breuer 4 Richardson, West, Bailey | Asistencia: 19006 espectadores Árbitros: Delaney Oakes Willard |  |

| 26 de diciembre de 1991 Jornada 25 | San Antonio Spurs                                                 | 118–89               | New York Knicks                           | New York |  |
|                                    | Parciales: 20-24, 35-15, 30-25, 33-25                             |                      |                                           | |  |
|                                    | Estadísticas Robinson 31 Robinson, Cummings 11 Anderson, Sutton 5 | Reporte Pts Reb Asts | Estadísticas 21 Starks 13 Ewing 8 Anthony | Pabellón: Madison Square Garden Asistencia: 19763 espectadores Árbitros: Luis Grillo Ed Middleton Jake O'Donell |  |

| 28 de diciembre de 1991 Jornada 26 | Indiana Pacers                                  | 106–115              | New York Knicks                                         | New York |  |
|                                    | Parciales: 18-31, 28-27, 21-28, 34-15           |                      |                                                         | |  |
|                                    | Estadísticas Schrempf 28 Schrempf 10 Schrempf 5 | Reporte Pts Reb Asts | Estadísticas 32 McDaniel 13 McDaniel, Oakley 13 Anthony | Pabellón: Madison Square Garden Asistencia: 19763 espectadores Árbitros: Ted Bernhardt Hue Hollins Wally Rooney |  |

| 2 de enero de 1992 Jornada 27 | Cleveland Cavaliers                            | 110–103              | New York Knicks                                                        | New York |  |
|                               | Parciales: 29-25, 26-23, 30-27, 25-28          |                      |                                                                        | |  |
|                               | Estadísticas Daugherty 23 Daugherty 10 Price 7 | Reporte Pts Reb Asts | Estadísticas 27 McDaniel 14 McDaniel,Ewing 5 Jackson, Wilkins, Anthony | Pabellón: Madison Square Garden Asistencia: 17,315 espectadores Árbitros: Joe Forte Mike Costabile Ed T. Rush |  |

| 4 de enero de 1992 Jornada 28 | New York Knicks                          | 113–99               | Washington Bullets                         |                                                     |  |
|                               | Parciales: 33-23, 30-23, 29-29, 21-24    |                      |                                            |                                                     |  |
|                               | Estadísticas Ewing 24 Ewing 19 Jackson 9 | Reporte Pts Reb Asts | Estadísticas 23 Adams 12 Ellison 5 Ellison | Árbitros: Tommy Nunez Sr. Jake O'Donell Ron Olesiak |  |

| 5 de enero de 1992 Jornada 29 | Phoenix Suns                                | 104–108              | New York Knicks                           | New York |  |
|                               | Parciales: 26-28, 16-17, 35-30, 23-25       |                      |                                           | |  |
|                               | Estadísticas Johnson 23 Perry 11 Johnson 11 | Reporte Pts Reb Asts | Estadísticas 37 Ewing 13 Ewing 13 Jackson | Pabellón: Madison Square Garden Asistencia: 17,850 espectadores Árbitros: Mike Callahan Bob Delaney Jack Nies |  |

| 7 de enero de 1992 Jornada 30 | Atlanta Hawks                             | 109–94               | New York Knicks                                            | New York |  |
|                               | Parciales: 25-19, 27-19, 31-33, 26-23     |                      |                                                            | |  |
|                               | Estadísticas Wilkins 24 Willis 10 Wiley 8 | Reporte Pts Reb Asts | Estadísticas 23 Ewing 11 Ewing, McDaniel 6 Jackson, Starks | Pabellón: Madison Square Garden Asistencia: 17,442 espectadores Árbitros: Terry Durham Bernie Fryer Mike Mathis |  |

| 8 de enero de 1992 Jornada 31 | New York Knicks                          | 95–99        | Boston Celtics                             | Boston                                                                                                  |  |
|                               | Parciales: 35-26, 23-23, 24-25, 13-25    |              |                                            | |  |
|                               | Estadísticas Ewing 28 Ewing 8 Jackson 12 | Pts Reb Asts | Estadísticas 33 Lewis 14 Pinckney 6 Bagley | Pabellón: Boston Garden Asistencia: 14,890 espectadores Árbitros: Dan Crawford Ron Garretson Jim Kinsey |  |

| 11 de enero de 1992 Jornada 32 | Boston Celtics                                    | 96–100       | New York Knicks                            | New York |  |
|                                | Parciales: 32-31, 27-22, 25-30, 12-17             |              |                                            | |  |
|                                | Estadísticas Lewis 33 Kleine, Pinckney 8 Bagley 7 | Pts Reb Asts | Estadísticas 29 McDaniel 12 Ewing 7 Starks | Pabellón: Madison Square Garden Asistencia: 19,763 espectadores Árbitros: Woody Mayfield EdMiddleton Paul Mihalak |  |

| 14 de enero de 1992 Jornada 33 | New York Knicks                                   | 115–111      | Orlando Magic                            |                                                                                   |  |
|                                | Parciales: 22-25, 32-26, 32-26, 29-24             |              |                                          |                                                                                   |  |
|                                | Estadísticas Ewing 29 Ewing 11 Jackson, Anthony 8 | Pts Reb Asts | Estadísticas 24 Catledge 9 Kite 5 Skiles | Asistencia: 15,151 espectadores Árbitros: Jess Kersey Blane Reichelt Bill Spooner |  |

| 15 de enero de 1992 Jornada 34 | Portland Trail Blazers                      | 96–91        | New York Knicks                               | New York                                                                                                   |  |
|                                | Parciales: 22-33, 21-20, 27-22, 26-16       |              |                                               | |  |
|                                | Estadísticas Porter 22 Williams 10 Porter 5 | Pts Reb Asts | Estadísticas 20 McDaniel 9 McDaniel 7 Jackson | Pabellón: Madison Square Garden Asistencia: 19,763 espectadores Árbitros: Steve Javie Ken Mauer Bill Oakes |  |

| 17 de enero de 1992 Jornada 35 | New York Knicks                                     | 85–90        | Milwaukee Bucks                             |                                                                                      |  |
|                                | Parciales: 25-23, 16-23, 19-19, 25-25               |              |                                             |                                                                                      |  |
|                                | Estadísticas Wilkins 24 Oakley, Mason 12 Jackson 11 | Pts Reb Asts | Estadísticas 20 Malone 7 Malone 4 Humphries | Asistencia: 15,364 espectadores Árbitros: Nolan Fine Darell Garretson Mark Waderlich |  |

| 18 de enero de 1992 Jornada 36 | New York Knicks                           | 106–108      | Cleveland Cavaliers                                   |                                                                              |  |
|                                | Parciales: 36-27, 20-25, 20-26, 30-30     |              |                                                       |                                                                              |  |
|                                | Estadísticas Ewing 28 Ewing 11 Anthony 10 | Pts Reb Asts | Estadísticas 31 Daugherty 9 Hot Rod Williams 10 Price | Asistencia: 19,365 espectadores Árbitros: Gary Benson Jack Nies Wally Rooney |  |

| 20 de enero de 1992 Jornada 37 | Indiana Pacers                               | 97–105       | New York Knicks                          | New York |  |
|                                | Parciales: 26-21, 24-31, 28-30, 19-23        |              |                                          | |  |
|                                | Estadísticas Person 22 Schrempf 9 Williams 6 | Pts Reb Asts | Estadísticas 25 Ewing 14 Ewing 9 Jackson | Pabellón: Madison Square Garden Asistencia: 16,946 espectadores Árbitros: Hank Armstrong Jim Clark Hue Hollins |  |

| 22 de enero de 1992 Jornada 38 | New York Knicks                            | 109–119              | Philadelphia 76ers                            |                                                                                    |  |
|                                | Parciales: 18-28, 27-30, 27-28, 37-33      |                      |                                               |                                                                                    |  |
|                                | Estadísticas Starks 24 Oakley 9 Anthony 11 | Reporte Pts Reb Asts | Estadísticas 37 Barkley 14 Barkley 10 Dawkins | Asistencia: 16,768 espectadores Árbitros: Terry Durham Woody Mayfield Paul Mihalak |  |

| 24 de enero de 1992 Jornada 39 | New York Knicks                          | 114–109              | Golden State Warriors                      |                                                                                  |  |
|                                | Parciales: 37-28, 31-22, 20-32, 26-27    |                      |                                            |                                                                                  |  |
|                                | Estadísticas Ewing 35 Ewing 21 Jackson 8 | Reporte Pts Reb Asts | Estadísticas 30 Mullin 7 Mullin 8 Hardaway | Asistencia: 15,025 espectadores Árbitros: Ed Middleton Jake O'Donell Ron Olesiak |  |

| 25 de enero de 1992 Jornada 40 | New York Knicks                       | 100–93 | Los Angeles Clippers |  |  |
|                                | Parciales: 27-31, 21-22, 31-18, 21-22 |        |                      |  |  |
|                                |                                       |        |                      |  |  |

| 27 de enero de 1992 Jornada 41 | New York Knicks                       | 97–80 | Utah Jazz |  |  |
|                                | Parciales: 25-21, 25-26, 29-21, 18-12 |       |           |  |  |
|                                |                                       |       |           |  |  |

| 29 de enero de 1992 Jornada 42 | Washington Bullets                    | 89–101 | New York Knicks | New York                        |
|                                | Parciales: 30-34, 14-20, 21-23, 24-24 |        |                 |                                 |
|                                |                                       |        |                 | Pabellón: Madison Square Garden |

| 31 de enero de 1992 Jornada 43 | New York Knicks                                  | 125–114 | Washington Bullets |  |  |
|                                | Parciales: 35-26, 33-25, 23-33, 17-24 (T.E.: OT) |         |                    |  |  |
|                                |                                                  |         |                    |  |  |

| 2 de febrero de 1992 Jornada 44 | Golden State Warriors | 113–120 | New York Knicks | New York                        |
|                                 |                       |         |                 |                                 |
|                                 |                       |         |                 | Pabellón: Madison Square Garden |

| 4 de febrero de 1992 Jornada 45 | Miami Heat | 91–122 | New York Knicks | New York                        |
|                                 |            |        |                 |                                 |
|                                 |            |        |                 | Pabellón: Madison Square Garden |

| 6 de febrero de 1992 Jornada 46 | Houston Rockets                            | 85–102       | New York Knicks                           | New York |  |
|                                 | Parciales: 16-30, 25-22, 24-19, 20-31      |              |                                           | |  |
|                                 | Estadísticas Thorpe 21 Olajuwon 13 Smith 4 | Pts Reb Asts | Estadísticas 24 Ewing 13 Ewing 19 Jackson | Pabellón: Madison Square Garden Asistencia: 17987 espectadores Árbitros: Ed T. Rush Tom Washington Greg Willard |  |

| 12 de febrero de 1992 Jornada 47 | New York Knicks                          | 111–104      | Indiana Pacers                      |                                                                               |  |
|                                  | Parciales: 34-35, 21-23, 25-20, 31-26    |              |                                     |                                                                               |  |
|                                  | Estadísticas Ewing 35 Ewing 13 Jackson 9 | Pts Reb Asts | Estadísticas 26 Schrempf 8 Williams | Asistencia: 12574 espectadores Árbitros: Hank Armstrong Hugh Evans Jack Niles |  |

| 13 de febrero de 1992 Jornada 48 | Chicago Bulls                            | 106–85       | New York Knicks                                | New York |  |
|                                  | Parciales: 31-22, 30-27, 21-17, 24-19    |              |                                                | |  |
|                                  | Estadísticas Grant 18 Grant 11 Pippen 13 | Pts Reb Asts | Estadísticas 14 Ewing Mason 10 Mason 8 Jackson | Pabellón: Madison Square Garden Asistencia: 19763 espectadores Árbitros: Jake O'Donell Eddie F. Rush Tommie Wood |  |

| 15 de febrero de 1992 Jornada 49 | New York Knicks                           | 98–99        | Chicago Bulls                            |                                                                          |  |
|                                  | Parciales: 32-30, 25-27, 24-23, 17-19     |              |                                          |                                                                          |  |
|                                  | Estadísticas Ewing 30 Ewing 11 Jackson 13 | Pts Reb Asts | Estadísticas 29 Jordan 11 Grant 8 Pippen | Asistencia: 18676 espectadores Árbitros: Jim Kinsey Ed. T Rush Don Vaden |  |

| 17 de febrero de 1992 Jornada 50 | New York Knicks                            | 104–102      | Miami Heat                              |                                                                                  |  |
|                                  | Parciales: 23-20, 29-36, 28-30, 24-16      |              |                                         |                                                                                  |  |
|                                  | Estadísticas Ewing 22 Oakley 12 Jackson 11 | Pts Reb Asts | Estadísticas 26 Rice 13 Seikaly 7 Coles | Asistencia: 15008 espectadores Árbitros: Mike Costabile Dan Crawford David Jones |  |

| 18 de febrero de 1992 Jornada 51 | Sacramento Kings                             | 97–110       | New York Knicks                            | New York |  |
|                                  | Parciales: 25-25, 26-29, 26-27, 20-29        |              |                                            | |  |
|                                  | Estadísticas Tisdale 18 Webb Hopson 8 Webb 6 | Pts Reb Asts | Estadísticas 34 Ewing 15 Oakley 15 Jackson | Pabellón: Madison Square Garden Asistencia: 14767 espectadores Árbitros: James Capers Bernie Fryer Paul Mihalak |  |

| 20 de febrero de 1992 Jornada 52 | Cleveland Cavaliers                        | 92–89        | New York Knicks                          | New York |  |
|                                  | Parciales: 22-24, 19-23, 25-24, 26-18      |              |                                          | |  |
|                                  | Estadísticas Price 22 Daugherty 14 Price 9 | Pts Reb Asts | Estadísticas 26 Ewing 17 Ewing 8 Jackson | Pabellón: Madison Square Garden Asistencia: 19763 espectadores Árbitros: Dick Bavetta Blane Reichelt George Toliver |  |

| 22 de febrero de 1992 Jornada 53 | Denver Nuggets                                  | 87–98        | New York Knicks                           | New York |  |
|                                  | Parciales: 27-18, 24-34, 13-28, 23-18           |              |                                           | |  |
|                                  | Estadísticas Mutombo 17 Mutombo 14 Abdul-Rauf 6 | Pts Reb Asts | Estadísticas 26 Ewing 13 Ewing 15 Jackson | Pabellón: Madison Square Garden Asistencia: 19763 espectadores Árbitros: Gary Benson Hue Hollins Ronnie Nunn |  |

| 24 de febrero de 1992 Jornada 54 | New York Knicks                          | 95–104       | Phoenix Suns                                  |                                                                                   |  |
|                                  | Parciales: 32-36, 22-22, 20-23, 21-23    |              |                                               |                                                                                   |  |
|                                  | Estadísticas Ewing 37 Ewing 10 Wilkins 7 | Pts Reb Asts | Estadísticas 29 Chambers 9 Chambers 9 Johnson | Asistencia: 14496 espectadores Árbitros: Luis Grillo Paul Mihalak Tommy Nunez Sr. |  |

| 26 de febrero de 1992 Jornada 55 | New York Knicks                            | 68–81        | Los Angeles Lakers                                          |                                                                          |  |
|                                  | Parciales: 14-22, 20-21, 12-22, 22-16      |              |                                                             |                                                                          |  |
|                                  | Estadísticas Wilkins 12 Ewing 14 Anthony 6 | Pts Reb Asts | Estadísticas 27 Worthy 9 Perkins A.C. Green 6 Perkins Scott | Asistencia: 17505 espectadores Árbitros: Steve Javie Ken Mauer Bill Saar |  |

| 27 de febrero de 1992 Jornada 56 | New York Knicks                                 | 109–110      | Sacramento Kings                                    |                                                                                    |  |
|                                  | Parciales: 26-24, 29-34, 20-23, 26-20 (T.E.: 1) |              |                                                     |                                                                                    |  |
|                                  | Estadísticas Vandeweghe 25 Oakley 14 Jackson 8  | Pts Reb Asts | Estadísticas 37 Ritchmond 7 Tisdale Simmons 13 Webb | Asistencia: 17014 espectadores Árbitros: Ron Garretson Tom Washington Greg Willard |  |

| 29 de febrero de 1992 Jornada 57 | Minnesota Timberwolves                         | 87–103       | New York Knicks                              | New York                                                                                                 |  |
|                                  | Parciales: 22-25, 22-21, 18-29, 25-28          |              |                                              | |  |
|                                  | Estadísticas Campbell 20 Bailey 8 Richardson 5 | Pts Reb Asts | Estadísticas 19 Ewing 13 McDaniel 11 Jackson | Pabellón: Madison Square Garden Asistencia: 17368 espectadores Árbitros: Joe Forte David Jones Don Vaden |  |

| 1 de marzo de 1992 Jornada 58 | New York Knicks                        | 75–90        | New Jersey Nets                                      |                                                                                |  |
|                               | Parciales: 23-21, 18-25, 16-20, 18-24  |              |                                                      |                                                                                |  |
|                               | Estadísticas Ewing 17 Ewing 6 Oakley 4 | Pts Reb Asts | Estadísticas 13 Petrovic 18 Dudley 4 Morris Blaylock | Asistencia: 20049 espectadores Árbitros: Mike Callahan Bob Delaney Jess Kersey |  |

| 3 de marzo de 1992 Jornada 59 | Dallas Mavericks                          | 83–102       | New York Knicks                                               | New York |  |
|                               | Parciales: 18-27, 16-28, 27-24, 22-23     |              |                                                               | |  |
|                               | Estadísticas Blackman 16 Hodge 9 Harper 7 | Pts Reb Asts | Estadísticas 18 Starks McDaniel 11 McDaniel 7 Anthony Jackson | Pabellón: Madison Square Garden Asistencia: 16083 espectadores Árbitros: Dan Crawford Eddie F. Rush Tommie Wood |  |

| 5 de marzo de 1992 Jornada 60 | Los Angeles Clippers                           | 91–101       | New York Knicks                           | New York |  |
|                               | Parciales: 24-27, 32-28, 24-22, 11-24          |              |                                           | |  |
|                               | Estadísticas Harper 23 Norman 8 Vaught Grant 8 | Pts Reb Asts | Estadísticas 31 Ewing 11 Ewing 16 Jackson | Pabellón: Madison Square Garden Asistencia: 15743 espectadores Árbitros: Luis Grillo Tommy Nunez Sr Jake O'Donell |  |

| 7 de marzo de 1992 Jornada 61 | Charlotte Hornets                            | 78–107       | New York Knicks                 | New York |  |
|                               | Parciales: 16-26, 27-27, 13-26, 22-28        |              |                                 | |  |
|                               | Estadísticas Gill 25 Gill 7 Johnson Bogues 7 | Pts Reb Asts | Estadísticas 20 Ewing 7 Anthony | Pabellón: Madison Square Garden Asistencia: 18872 espectadores Árbitros: Bernie Fryer Mike Mathis Woody Mayfield |  |

| 9 de marzo de 1992 Jornada 62 | New York Knicks                                  | 111–99       | Philadelphia 76ers                                       |                                                                                |  |
|                               | Parciales: 27-28, 32-16, 28-24, 24-31            |              |                                                          |                                                                                |  |
|                               | Estadísticas Ewing 35 Ewing 11 Oakley Jackson 11 | Pts Reb Asts | Estadísticas 21 Barkley 9 Schackleford 4 Barkley Dawkins | Asistencia: 14424 espectadores Árbitros: Jess Kersey Wally Rooney Bill Spooner |  |

| 10 de marzo de 1992 Jornada 63 | Los Angeles Lakers                           | 106–104      | New York Knicks                           | New York |  |
|                                | Parciales: 25-33, 30-24, 27-25, 24-22        |              |                                           | |  |
|                                | Estadísticas Threatt 42 Perkins 11 Threatt 6 | Pts Reb Asts | Estadísticas 37 Ewing 12 Oakley 9 Jackson | Pabellón: Madison Square Garden Asistencia: 19763 espectadores Árbitros: Hank Armstrong Bob Delaney Darell Garretson |  |

| 14 de marzo de 1992 Jornada 64 | New Jersey Nets                              | 96–94        | New York Knicks                                | New York                                                                                                |  |
|                                | Parciales: 26-17, 30-27, 22-24, 13-23        |              |                                                | |  |
|                                | Estadísticas Coleman 28 Dudley 11 Blaylock 7 | Pts Reb Asts | Estadísticas 35 Ewing 17 Ewing Mason 9 Jackson | Pabellón: Madison Square Garden Asistencia: 19763 espectadores Árbitros: Lee Jones Bill Oakes Bill Saar |  |

| 17 de marzo de 1992 Jornada 65 | New York Knicks                          | 99–86        | Orlando Magic                            |                                                                          |  |
|                                | Parciales: 26-17, 30-23, 20-27, 23-19    |              |                                          |                                                                          |  |
|                                | Estadísticas Ewing 25 Ewing 10 Jackson 8 | Pts Reb Asts | Estadísticas 18 Bowie 8 Dele 8 Corchiani | Asistencia: 15151 espectadores Árbitros: Nolan Fine Joe Forte Jim Kinsey |  |

| 19 de marzo de 1992 Jornada 66 | Milwaukee Bucks                                           | 92–96        | New York Knicks                          | New York                                                                                                  |  |
|                                | Parciales: 22-27, 25-26, 19-18, 26-25                     |              |                                          | |  |
|                                | Estadísticas Robertson 23 Brickowski 8 Malone Humphries 8 | Pts Reb Asts | Estadísticas 26 Ewing 14 Ewing 7 Jackson | Pabellón: Madison Square Garden Asistencia: 17238 espectadores Árbitros: Jim Clark Hugh Evans Ronnie Nunn |  |

| 21 de marzo de 1992 Jornada 67 | Miami Heat                            | 88–105       | New York Knicks                             | New York |  |
|                                | Parciales: 16-28, 26-24, 18-25, 28-28 |              |                                             | |  |
|                                | Estadísticas Seikaly 12 Coles 5       | Pts Reb Asts | Estadísticas 18 McDaniel 10 Ewing 8 Jackson | Pabellón: Madison Square Garden Asistencia: 19,763 espectadores Árbitros: Joe Crawford Derrick Strafford Greg Willard |  |

| 24 de marzo de 1992 Jornada 68 | Orlando Magic                         | 117–126      | New York Knicks                           | New York |  |
|                                | Parciales: 22-30, 28-29, 23-34, 44-33 |              |                                           | |  |
|                                | Estadísticas Dele 19 Dele 12 Skiles 6 | Pts Reb Asts | Estadísticas 31 Ewing 10 Ewing 17 Jackson | Pabellón: Madison Square Garden Asistencia: 17,353 espectadores Árbitros: Ron Garretson Hue Hollins Bill Spooner |  |

| 26 de marzo de 1992 Jornada 69 | New York Knicks                            | 106–104      | Denver Nuggets                              |                                                                                 |  |
|                                | Parciales: 29-22, 22-24, 26-27, 21-31      |              |                                             |                                                                                 |  |
|                                | Estadísticas Jackson 25 Ewing 14 Jackson 8 | Pts Reb Asts | Estadísticas Williams 27 Mutombo 11 Davis 6 | Asistencia: 16,202 espectadores Árbitros: Ed Middleton Paul Mihalak Ron Olesiek |  |

| 28 de marzo de 1992 Jornada 70 | New York Knicks                          | 92–87        | Seattle SuperSonics                     |                                                                                |  |
|                                | Parciales: 25-12, 23-28, 17-26, 27-21    |              |                                         |                                                                                |  |
|                                | Estadísticas Ewing 28 Mason 12 Jackson 7 | Pts Reb Asts | Estadísticas Kemp 27 Kemp 12 McMillan 6 | Asistencia: 14,812 espectadores Árbitros: Jake O'Donell Ed T. Rush Tommie Wood |  |

| 29 de marzo de 1992 Jornada 71 | New York Knicks                          | 107–96       | Portland Trail Blazers                      |                                                                                |  |
|                                | Parciales: 29-32, 24-20, 21-21, 33-23    |              |                                             |                                                                                |  |
|                                | Estadísticas Ewing 33 Ewing 14 Jackson 9 | Pts Reb Asts | Estadísticas Drexler 22 Williams 8 Kersey 6 | Asistencia: 12,888 espectadores Árbitros: Mike Callahan Bob Delaney Ed T. Rush |  |

| 31 de marzo de 1992 Jornada 72 | Chicago Bulls                             | 96–90        | New York Knicks                          | New York                                                                                                   |  |
|                                | Parciales: 29-24, 21-21, 23-19, 23-26     |              |                                          | |  |
|                                | Estadísticas Jordan 36 Pippen 18 Pippen 7 | Pts Reb Asts | Estadísticas Ewing 31 Ewing 18 Starks 10 | Pabellón: Madison Square Garden Asistencia: 19,763 espectadores Árbitros: Joe Borgia Lee Jones Bill Oakley |  |

| 2 de abril de 1992 Jornada 73 | New York Knicks                           | 117–96       | Charlotte Hornets                                    |                                                                                      |  |
|                               | Parciales: 34-25, 25-25, 29-23, 29-22     |              |                                                      |                                                                                      |  |
|                               | Estadísticas Ewing 25 Ewing 14 Jackson 10 | Pts Reb Asts | Estadísticas 16 Gattison, Frederick 7 Reid 13 Bogues | Asistencia: 23,698 espectadores Árbitros: Mike Mathis Woody Mayfield Tommy Nunez Sr. |  |

| 3 de abril de 1992 Jornada 74 | Atlanta Falcons                          | 94–115       | New York Knicks                             | New York |  |
|                               | Parciales: 27-35, 21-33, 21-20, 25-27    |              |                                             | |  |
|                               | Estadísticas Volkov 21 Volkov 7 Volkov 4 | Pts Reb Asts | Estadísticas 29 Ewing 10 McDaniel 9 Anthony | Pabellón: Madison Square Garden Asistencia: 18,677 espectadores Árbitros: Dick Bavetta Steve Javie George Toliver |  |

| 5 de abril de 1992 Jornada 75 | New York Knicks                           | 93–97        | Cleveland Cavaliers                                  |                                                                                |  |
|                               | Parciales: 29-26, 15-30, 25-21, 24-20     |              |                                                      |                                                                                |  |
|                               | Estadísticas Starks 21 Ewing 12 Jackson 8 | Pts Reb Asts | Estadísticas 22 Daugherty 9 Hot Rod Williams 6 Price | Asistencia: 18,566 espectadores Árbitros: Dan Crawford Eddie F. Rush Don Vaden |  |

| 7 de abril de 1992 Jornada 76 | Detroit Pistons                             | 103–94       | New York Knicks                            | New York |  |
|                               | Parciales: 33-26, 23-22, 20-21, 27-25       |              |                                            | |  |
|                               | Estadísticas Laimbeer 24 Rodman 12 Thomas 9 | Pts Reb Asts | Estadísticas 26 Jackson 11 Ewing 9 Jackson | Pabellón: Madison Square Garden Asistencia: 18,676 espectadores Árbitros: Bob Delaney Jess Kersey Jack Nies |  |

| 8 de abril de 1992 Jornada 77 | New York Knicks                          | 89–93        | Boston Celtics                                                | Boston                                                                                               |  |
|                               | Parciales: 22-23, 23-30, 20-18, 24-22    |              |                                                               | |  |
|                               | Estadísticas Ewing 35 Ewing 10 Jackson 9 | Pts Reb Asts | Estadísticas 15 Lewis, McHale 11 Parish 5 Gamble, Bagley, Fox | Pabellón: Boston Garden Asistencia: 14,890 espectadores Árbitros: Jim Kinsey Ed T. Rush Greg Willard |  |

| 10 de abril de 1992 Jornada 78 | Philadelphia 76ers                           | 99–115       | New York Knicks                             | New York |  |
|                                | Parciales: 26-32, 26-23, 19-28, 28-32        |              |                                             | |  |
|                                | Estadísticas Anderson 21 Barkley 7 Dawkins 7 | Pts Reb Asts | Estadísticas 22 Wilkins 15 Ewing 11 Jackson | Pabellón: Madison Square Garden Asistencia: 19,763 espectadores Árbitros: Luis Grillo Mike Mathis Tommy Nunez Sr. |  |

| 12 de abril de 1992 Jornada 79 | New York Knicks                                   | 61–72        | Detroit Pistons                                   |                                                                                |  |
|                                | Parciales: 21-19, 10-23, 13-10, 17-20             |              |                                                   |                                                                                |  |
|                                | Estadísticas Jackson, Ewing 14 Ewing 13 Jackson 6 | Pts Reb Asts | Estadísticas 20 Dumars 20 Rodman 5 Thomas, Walker | Asistencia: 21,454 espectadores Árbitros: Hue Hollins Ronnie Nunn Bill Spooner |  |

| 14 de abril de 1992 Jornada 80 | Washington Bullets                                | 90–93        | New York Knicks                          | New York |  |
|                                | Parciales: 19-21, 26-23, 22-21, 23-28             |              |                                          | |  |
|                                | Estadísticas Eackles 38 Stewart, Jones 6 Adams 11 | Pts Reb Asts | Estadísticas 23 Ewing 21 Ewing 8 Jackson | Pabellón: Madison Square Garden Asistencia: 16,020 espectadores Árbitros: Terry Durham, Jake O'Donnell, Tommie Wood |  |

| 15 de abril de 1992 Jornada 81 | New York Knicks                          | 94–95        | Atlanta Hawks                             |                                                                                 |  |
|                                | Parciales: 31-24, 25-29, 19-24, 19-18    |              |                                           |                                                                                 |  |
|                                | Estadísticas Ewing 25 Ewing 12 Jackson 8 | Pts Reb Asts | Estadísticas 23 Graham 21 Willis 8 Cheeks | Asistencia: 13,191 espectadores Árbitros: Joe Crawford Nolan Fine Ron Garretson |  |

| 18 de abril de 1992 Jornada 82 | New York Knicks                             | 114–103      | Milwaukee Bucks                                                  |                                                                                 |  |
|                                | Parciales: 35-25, 23-28, 36-24, 20-26       |              |                                                                  |                                                                                 |  |
|                                | Estadísticas Jackson 30 Oakley 11 Jackson 8 | Pts Reb Asts | Estadísticas 17 Lohaus, Malone, Ellis 10 Lohaus 6 Conner, Henson | Asistencia: 15,401 espectadores Árbitros: Dan Crawford Joe Forte Tom Washington |  |

## Estadísticas

### Temporada regular
| Rk | Jugador            | Edad | P  | PT | MP   | TC  | TCI  | %TC  | T3  | T3I | %T3  | T2  | T2I  | %T2  | TL  | TLI | %TL   | RO  | RD  | RT   | AS  | RB  | TAP | BP  | FP  | PTS  |
| -- | ------------------ | ---- | -- | -- | ---- | --- | ---- | ---- | --- | --- | ---- | --- | ---- | ---- | --- | --- | ----- | --- | --- | ---- | --- | --- | --- | --- | --- | ---- |
| 1  | Patrick Ewing      | 30   | 82 | 82 | 38.4 | 9.7 | 18.6 | .522 | 0.0 | 0.1 | .167 | 9.7 | 18.5 | .523 | 4.6 | 6.2 | .738  | 2.8 | 8.5 | 11.2 | 1.9 | 1.1 | 3.0 | 2.5 | 3.4 | 24.0 |
| 2  | Mark Jackson       | 27   | 81 | 81 | 30.4 | 4.5 | 9.2  | .491 | 0.1 | 0.5 | .256 | 4.4 | 8.7  | .506 | 2.1 | 2.7 | .770  | 1.2 | 2.6 | 3.8  | 8.6 | 1.4 | 0.2 | 2.6 | 1.9 | 11.3 |
| 3  | Xavier McDaniel    | 29   | 82 | 82 | 28.6 | 6.0 | 12.5 | .478 | 0.1 | 0.5 | .308 | 5.8 | 12.0 | .523 | 1.7 | 6.2 | .714  | 2.1 | 3.5 | 5.6  | 1.8 | 0.7 | 0.3 | 1.8 | 2.9 | 13.7 |
| 4  | Gerald Wilkins     | 29   | 82 | 82 | 28.6 | 5.3 | 11.8 | .447 | 0.5 | 1.3 | .352 | 4.8 | 10.4 | .506 | 1.4 | 2.7 | .790  | 0.9 | 1.6 | 2.5  | 2.7 | 0.9 | 0.2 | 1.4 | 2.4 | 12.4 |
| 5  | Charles Oakley     | 29   | 82 | 82 | 28.2 | 2.6 | 4.9  | .522 | 0.0 | 0.0 | .000 | 2.6 | 4.9  | .485 | 1.0 | 2.3 | .735  | 3.1 | 5.4 | 8.5  | 1.6 | 0.8 | 0.2 | 1.5 | 3.1 | 6.2  |
| 6  | Anthony Mason      | 26   | 82 | 0  | 26.8 | 2.5 | 4.9  | .509 | 0.0 | 0.0 | .000 | 2.5 | 4.9  | .459 | 2.0 | 1.9 | .642  | 2.6 | 4.4 | 7.0  | 1.3 | 0.6 | 0.2 | 1.2 | 2.8 | 7.0  |
| 7  | John Starks        | 27   | 82 | 0  | 25.8 | 4.9 | 11.0 | .449 | 1.1 | 3.3 | .348 | 3.8 | 7.7  | .526 | 2.9 | 1.4 | .778  | 0.5 | 1.8 | 2.3  | 3.4 | 1.3 | 0.2 | 1.8 | 2.8 | 13.9 |
| 8  | Greg Anthony       | 25   | 82 | 1  | 18.4 | 2.0 | 5.3  | .370 | 0.1 | 0.7 | .145 | 1.9 | 4.6  | .509 | 1.4 | 3.2 | .741  | 0.4 | 1.3 | 1.7  | 3.8 | 0.7 | 0.1 | 1.2 | 2.1 | 5.5  |
| 9  | Kiki Vandeweghe    | 34   | 67 | 0  | 14.3 | 2.8 | 5.7  | .491 | 0.4 | 1.0 | .511 | 2.4 | 4.7  | .492 | 1.0 | 3.7 | .802  | 0.5 | 0.9 | 1.3  | 0.9 | 0.2 | 0.1 | 0.4 | 1.3 | 7.0  |
| 10 | Brian Quinnett     | 26   | 24 | 0  | 7.9  | 1.2 | 3.0  | .384 | 0.4 | 1.1 | .383 | 0.8 | 2.0  | .403 | 0.3 | 1.9 | .571  | 0.4 | 0.6 | 1.0  | 0.3 | 0.3 | 0.3 | 0.3 | 0.9 | 3.1  |
| 11 | James Donaldson    | 35   | 14 | 0  | 5.8  | 0.4 | 1.3  | .278 | 0.0 | 0.0 | .000 | 0.4 | 1.3  | .278 | 0.1 | 0.1 | 1.000 | 0.1 | 1.2 | 1.4  | 0.1 | 0.0 | 0.4 | 0.5 | 1.2 | 0.9  |
| 12 | Tim McCormick      | 30   | 22 | 0  | 4.9  | 0.6 | 1.5  | .424 | 0.0 | 0.0 | .000 | 0.6 | 1.5  | .424 | 0.6 | 0.6 | .667  | 0.6 | 0.9 | 1.5  | 0.4 | 0.1 | 0.0 | 0.4 | 0.8 | 1.9  |
| 13 | Carlton McKinney   | 28   | 2  | 0  | 4.5  | 1.0 | 4.5  | .222 | 0.0 | 0.0 | .000 | 1.0 | 4.5  | .222 | 0.0 | 0.1 | .000  | 0.0 | 0.5 | 0.5  | 0.0 | 0.0 | 0.0 | 0.0 | 0.5 | 2.0  |
| 14 | Kennard Winchester | 26   | 15 | 0  | 4.3  | 0.8 | 1.8  | .444 | 0.1 | 0.1 | .500 | 0.7 | 1.7  | .440 | 0.5 | 0.7 | .800  | 0.4 | 0.6 | 1.0  | 0.5 | 0.1 | 0.1 | 0.1 | 0.3 | 2.2  |
| 15 | Patrick Eddie      | 27   | 4  | 0  | 3.3  | 0.5 | 2.3  | .222 | 0.0 | 0.0 | .000 | 0.5 | 2.3  | .222 | 0.0 | 0.0 | .000  | 0.0 | 0.3 | 0.3  | 0.0 | 0.0 | 0.0 | 0.0 | 0.8 | 1.0  |

### Playoffs
| Rk | Jugador            | Edad | P  | PT | MP   | TC  | TCI  | %TC   | T3  | T3I | %T3  | TL  | TLI | %TL  | RO  | RD  | RT   | AS  | RB  | TAP | BP  | FP  | PTS  |
| -- | ------------------ | ---- | -- | -- | ---- | --- | ---- | ----- | --- | --- | ---- | --- | --- | ---- | --- | --- | ---- | --- | --- | --- | --- | --- | ---- |
| 1  | Patrick Ewing      | 29   | 12 | 12 | 40.2 | 9.1 | 19.9 | .456  | 0.0 | 0.1 | .000 | 4.5 | 6.1 | .740 | 2.8 | 8.3 | 11.1 | 2.3 | 0.6 | 2.6 | 1.9 | 4.1 | 22.7 |
| 2  | Xavier McDaniel    | 28   | 12 | 12 | 38.2 | 7.8 | 16.4 | .477  | 0.2 | 0.7 | .250 | 3.0 | 4.1 | .735 | 3.6 | 3.6 | 7.2  | 1.9 | 0.8 | 0.2 | 2.3 | 2.8 | 18.8 |
| 3  | Mark Jackson       | 26   | 12 | 12 | 30.7 | 3.1 | 7.7  | .402  | 0.3 | 1.8 | .190 | 1.8 | 2.3 | .815 | 1.0 | 1.3 | 2.3  | 7.2 | 0.8 | 0.0 | 2.5 | 2.2 | 8.3  |
| 4  | Charles Oakley     | 28   | 12 | 12 | 29.5 | 1.8 | 4.8  | .379  | 0.0 | 0.0 |      | 1.7 | 2.3 | .741 | 3.7 | 5.3 | 9.0  | 0.7 | 0.7 | 0.4 | 1.3 | 3.0 | 5.3  |
| 5  | Gerald Wilkins     | 28   | 12 | 12 | 28.7 | 3.8 | 9.1  | .413  | 0.1 | 1.1 | .077 | 1.3 | 1.9 | .696 | 1.0 | 1.5 | 2.5  | 2.8 | 0.4 | 0.1 | 1.3 | 2.9 | 8.9  |
| 6  | John Starks        | 26   | 12 | 0  | 24.6 | 3.8 | 10.3 | .374  | 0.9 | 3.8 | .239 | 3.5 | 4.3 | .808 | 0.6 | 1.9 | 2.5  | 3.2 | 1.4 | 0.0 | 1.8 | 3.8 | 12.1 |
| 7  | Anthony Mason      | 25   | 12 | 0  | 24.0 | 1.6 | 3.6  | .442  | 0.0 | 0.0 |      | 1.8 | 2.3 | .786 | 2.3 | 4.0 | 6.3  | 0.8 | 0.2 | 0.7 | 0.9 | 2.8 | 5.0  |
| 8  | Greg Anthony       | 24   | 12 | 0  | 17.8 | 1.6 | 3.8  | .413  | 0.4 | 1.0 | .417 | 1.7 | 2.8 | .606 | 0.3 | 1.1 | 1.4  | 3.4 | 1.3 | 0.1 | 1.1 | 2.3 | 5.3  |
| 9  | Kiki Vandeweghe    | 33   | 8  | 0  | 9.4  | 1.6 | 3.0  | .542  | 0.5 | 0.6 | .800 | 0.8 | 0.9 | .857 | 0.4 | 0.4 | 0.8  | 0.5 | 0.3 | 0.1 | 0.1 | 1.3 | 4.5  |
| 10 | Tim McCormick      | 29   | 1  | 0  | 6.0  | 0.0 | 2.0  | .000  | 0.0 | 0.0 |      | 0.0 | 0.0 |      | 0.0 | 3.0 | 3.0  | 0.0 | 0.0 | 0.0 | 0.0 | 1.0 | 0.0  |
| 11 | James Donaldson    | 34   | 2  | 0  | 5.5  | 1.0 | 1.0  | 1.000 | 0.0 | 0.0 |      | 0.0 | 0.0 |      | 0.0 | 2.0 | 2.0  | 0.0 | 0.0 | 0.5 | 1.0 | 1.0 | 2.0  |
| 12 | Kennard Winchester | 25   | 3  | 0  | 3.7  | 1.0 | 1.7  | .600  | 0.0 | 0.0 |      | 0.0 | 0.3 | .000 | 0.0 | 0.0 | 0.0  | 0.7 | 0.0 | 0.0 | 0.3 | 0.0 | 2.0  |

- Fuente:

## Galardones y récords
| Jugador       | Galardón                                                                     |
| Patrick Ewing | 2.º Mejor quinteto de la NBA 2.º Mejor quinteto defensivo de la NBA All-Star |